# Pierre Grillet
Pierre Grillet (Piolenc, 21 marzo 1932 – Avignone, 11 gennaio 2018) è stato un calciatore francese, di ruolo attaccante.

## Carriera

### Club
Veste le divise di RC Parigi, Tolosa e Nantes.

### Nazionale
Debutta il 16 ottobre del 1954 contro la Germania Ovest (1-3). L'11 novembre del 1959 sigla la sua prima rete al Portogallo (5-3).